# Guillermo Pereira
Guillermo Fabián Pereira (Pergamino Buenos Aires Argentina 16 de enero de 1994) es un futbolista argentino que juega de volante y su equipo actual es Los Andes, equipo que disputa la Primera Nacional de Argentina

## Trayectoria
Se inició en el Club Sports Pergamino. Realizó gran parte de las Divisiones inferiores en el club Douglas Haig Pergamino. Tras mostrar un gran potencial fue pretendido y adquirido por Independiente de Avellaneda, donde siguió realizando en dicho club las divisiones inferiores. Formó parte del Preselección Sub-17 de Argentina.
Al llegar a su gran nivel debuta en la Primera División  con Independiente de Avellaneda, consiguiendo el ascenso a la elite del fútbol argentino.
En junio de 2015 se desvincula con Independiente de Avellaneda, para sellar su vínculo con Zacatepec Segunda División de México. Luego de su paso por el fútbol mexicano en junio de 2016 retorna a Douglas Haig de Pergamino para afrontar el torneo Primera B Nacional
A posteriori defendiendo los colores de Douglas Haig de Pergamino, Guillermo se convierte en refuerzo de Club Atlético Los Andes que compite en la Primera B Nacional
Club Atlético Los Andes en su última temporada 2019-2020 jugó 23 partidos como titular,  ninguno como suplente, convirtiendo 5 goles, 6 asistencias y participó en 17  de los 25 goles que convirtió el equipo. Luego de dos temporadas defendiendo los colores del MilRayitas Guillermo Pereira firma su contrato con Deportivo Riestra, Primera B Nacional, que lo ligará hasta diciembre de 2021
En 2021 se interrumpe su vínculo contractual con Deportivo Riestra y firma contrato por 3 años con Godoy Cruz de Mendoza para afrontar el torneo de  Primera División
Sin embargo, el día 9 de junio de 2022 se da a conocer que dejará el club mendocino para emigrar al Club Atlético Belgrano de Córdoba, equipo que disputa el Campeonato de Primera Nacional 2022, siendo parte del plantel del equipo cordobés para la segunda mitad de este torneo. Consiguiendo el primer campeonato de Belgrano de Córdoba de la PRIMERA B NACIONAL y ascendiendo a  la  Liga Profesional de Argentina
Luego de un año y  medio de contrato en el Belgrano, decide no renovar su vínculo con la institución cordobesa, retornando al club  de Villa Soldati,  Deportivo Riestra donde supo jugar en el año 2021 en la Primera B Nacional dejando una excelente performance en lo futbolístico. Por eso la dirigencia volvió a fijarse en el futbolista para traerlo como refuerzo de experiencia y afrontar por primera vez en su historia  la Copa de la  Liga Profesional de Argentina

## Clubes
| Club          | País      | Año       |
| ------------- | --------- | --------- |
| Independiente | Argentina | 2013-2015 |
| Zacatepec     | México    | 2015-2016 |
| Douglas Haig  | Argentina | 2016-2018 |
| Los Andes     | Argentina | 2018-2020 |
| Riestra       | Argentina | 2020-2021 |
| Godoy Cruz    | Argentina | 2021-2022 |
| Belgrano      | Argentina | 2022-2023 |
| Riestra       | Argentina | 2024-2024 |
| Los Andes     | Argentina | 2025-     |

## Palmarés
| Logró              | Club          | País      | Año  |
| ------------------ | ------------- | --------- | ---- |
| Primera B Nacional | Independiente | Argentina | 2014 |
| Primera B Nacional | Belgrano      | Argentina | 2022 |